# Tielt-Winge
Tielt-Winge – miejscowość i gmina (gemeente) w Belgii, w Regionie Flamandzkim, w prowincji Brabancja Flamandzka, w okręgu Leuven. 1 stycznia 2024 roku liczyła 11 604 mieszkańców. a jej gęstość zaludnienia wyniosła 261 os./km².

## Podział administracyjny
W skład gminy wchodzą cztery dzielnice (deelgemeente):
- Houwaart
- Meensel-Kiezegem
- Sint-Joris-Winge (Winghe-Saint-Georges)
- Tielt (Thielt-Notre-Dame)

## Demografia
Ludność historyczna:
| Rok     | 1995 | 2000 | 2005 | 2010   | 2015   | 2020   | 2021   | 2024   |
| ------- | ---- | ---- | ---- | ------ | ------ | ------ | ------ | ------ |
| Ludność | 9584 | 9814 | 9931 | 10 391 | 10 643 | 10 783 | 10 877 | 11 604 |

Ludność według grup wiekowych:
| Wiek                                    | 0–17 lat | 18–64 lata | 65+ lat |
| --------------------------------------- | -------- | ---------- | ------- |
| Liczba osób w danej grupie wiekowej     | 2094     | 6500       | 2283    |
| Liczba osób w danej grupie wiekowej w % | 19,2%    | 59,8%      | 21%     |

Struktura płci:
| Płeć                         | Mężczyźni | Kobiety |
| ---------------------------- | --------- | ------- |
| Liczba osób w danej płci     | 5446      | 5431    |
| Liczba osób w danej płci w % | 50,1%     | 49,9%   |

## Klimat
Klimat jest przybrzeżny. Średnia temperatura wynosi 10 °C. Najcieplejszym miesiącem jest lipiec (19 °C), a najzimniejszym miesiącem jest styczeń (0 °C).